# Municipio de Floyd (condado de O'Brien)
El municipio de Floyd (en inglés: Floyd Township) es un municipio ubicado en el condado de O'Brien en el estado estadounidense de Iowa. En el año 2010 tenía una población de 5295 habitantes y una densidad poblacional de 57,07 personas por km².

## Geografía
El municipio de Floyd se encuentra ubicado en las coordenadas 43°12′46″N 95°47′45″O / 43.21278, -95.79583. Según la Oficina del Censo de los Estados Unidos, el municipio tiene una superficie total de 92.78 km², de la cual 92.73 km² corresponden a tierra firme y (0.05%) 0.05 km² es agua.

## Demografía
Según el censo de 2010, había 5295 personas residiendo en el municipio de Floyd. La densidad de población era de 57,07 hab./km². De los 5295 habitantes, el municipio de Floyd estaba compuesto por el 93.96% blancos, el 0.59% eran afroamericanos, el 0.08% eran amerindios, el 1.13% eran asiáticos, el 0.02% eran isleños del Pacífico, el 3.49% eran de otras razas y el 0.74% pertenecían a dos o más razas. Del total de la población el 6.16% eran hispanos o latinos de cualquier raza.